# Venezillo galapagoensis
Venezillo galapagoensis är en kräftdjursart som först beskrevs av Edward John Miers 1877.
Venezillo galapagoensis ingår i släktet Venezillo och familjen Armadillidae. Inga underarter finns listade i Catalogue of Life.